# 남해 운곡사
남해 운곡사(南海 雲谷祠)는 대한민국 경상남도 남해군 서면에 있는, 당곡 정희보 선생을 모시기 위해 세운 사당이다.
1983년 7월 20일 경상남도의 문화재자료 제41호 운곡사로 지정되었다가, 2018년 12월 20일 현재의 명칭으로 변경되었다.

## 개요
당곡 정희보 선생을 모시기 위해 세운 사당이다.
당곡 정희보 선생은 정주학을 깊이 연구한 대학자로 벼슬길을 마다하고 후진양성에 노력한 분이다.
조선 철종 4년(1853)에 세운 이 건물은 흥선대원군의 서원철폐령으로 해체되었다가 고종 11년(1874)에 다시 지은 것이다.
앞면 3칸·옆면 3칸 규모의 건물로, 지붕은 옆면에서 볼 때 여덟 팔(八)자 모양을 한 팔작지붕이다.

## 같이 보기
- 정회보

## 참고 문헌
- 남해 운곡사 - 국가유산청 국가유산포털